# Deák Ferenc (politikus, 1946)
Deák Ferenc (Dorog, 1946. április 18. –) önkormányzati képviselő Dorogon.

## Élete
Bányagépész technikusi oklevelet szerzett. 1975-től a dorogi nagyközségi, majd a városi tanács tagja. 1990-től független jelöltként a város képviselő-testület tagja. Dolgozott a Komárom-Esztergom Megyei Közgyűlés népjóléti, városfejlesztési és környezetvédelmi bizottságában. 1994 és 1998 között a városi népjóléti bizottság elnöke és a Központi Orvosi Ügyeleti Társulás elnöke, utóbbit 1998-tól ismét folyamatosan végzi. 2002-től ismét elnöke a népjóléti és szociális ügyekkel foglalkozó bizottságnak. A Dorogi Szénmedence Sportjáért Közalapítvány 1994-es alapításától három cikluson keresztül, 2006-ig volt alapítvány kuratóriumi tag.

## Kitüntetések
- Szakma ifjú mestere
- Kiváló Dolgozó